# Husbands and Wives
Husbands and Wives, conocida como Maridos y esposas en Argentina y en México y como Maridos y mujeres en España, es una película de Woody Allen y la última que filmó al lado de su entonces pareja sentimental Mia Farrow. La película, además de ser un logro en cuanto a guion y actuaciones, muestra un efectivo uso de la cámara en mano, con realismo a las escenas, e influye directamente en el ritmo.
Como se reveló después del estreno de esta cinta, Allen probablemente filmaba su situación actual, ya que poco después se conoció su separación de Mia Farrow (cuya hija adoptiva, Soon-Yi Previn, es desde 1997 esposa del cineasta), con quien llevaba ya varios años como pareja sentimental, si bien nunca contrajeron matrimonio.

## Otros datos
- Producción ejecutiva: Charles H. Joffe, Jack Rollins
- Edición: Susan E. Morse
- Casting: Juliet Taylor
- Diseño de producción: Santo Loquasto
- Dirección de arte: Speed Hopkins
- Escenografías: Susan Bode
- Vestuario: Jeffrey Kurland
- Idioma: Inglés
- Color: Color

## Argumento
La película sigue a dos parejas: Jack y Sally, y Gabe y Judy. Comienza con Jack y Sally visitando el apartamento de Gabe y Judy para anunciar su separación. Gabe está conmocionado, pero Judy se lo toma como algo personal y se siente profundamente herida. Los cuatro salen a cenar a un restaurante chino, todavía confundidos por la situación.
Unas semanas después, Sally visita el apartamento de un colega para comenzar una velada en la ópera y una cena. Llama a Jack desde el teléfono del colega y lo acusa de tener una aventura durante su matrimonio después de enterarse de que ha conocido a alguien nuevo.
Judy y Gabe conocen a la nueva novia de Jack, Sam, una entrenadora de aeróbic. Mientras Judy y Sam van de compras, Gabe llama a Sam "camarera de cócteles" y le dice a Jack que está loco por haber dejado a Sally por ella. Más tarde, Judy le presenta a Michael, su colega de la revista, a Sally. Empiezan a salir, pero Sally no está satisfecha con la relación.
Mientras tanto, Gabe ha desarrollado una amistad con Rain, una joven estudiante suya que lee y critica el manuscrito de su novela. Comparten un momento romántico en la fiesta de cumpleaños número 21 de ella, pero Gabe decide que no deben seguir adelante.
En una fiesta, Jack se entera de que Sally está saliendo con otro hombre y se pone celoso. Él y Sam discuten intensamente y Jack conduce hasta su casa y encuentra a Sally en la cama con Michael. Le pide a Sally que le dé otra oportunidad a su matrimonio, pero ella se niega.
Menos de dos semanas después, Jack y Sally vuelven a estar juntos y se reúnen con Gabe y Judy para cenar. Después, Judy y Gabe discuten porque ella no comparte su poesía, y Gabe intenta insinuarse sin éxito. Judy le dice que cree que la relación ha terminado y, una semana después, Gabe se muda. Judy comienza a salir con Michael.
Al final, Jack y Sally siguen luchando con problemas matrimoniales, pero los aceptan como el precio de seguir juntos. Gabe vive solo y no tiene citas para evitar lastimar a nadie, incluido él mismo. La película termina con Gabe preguntando al equipo de documentales, que no se ve, si puede irse.

## Reparto
- Woody Allen ... Gabe Roth
- Mia Farrow ... Judy Roth
- Judy Davis ... Sally Simmons
- Sydney Pollack ... Jack Simmons
- Juliette Lewis ... Rain
- Liam Neeson ... Michael Gates
- Lysette Anthony ... Sam
- Cristi Conaway ... Shawn Grainger
- Timothy Jerome ... Paul
- Ron Rifkin ... Richard
- Bruce Jay Friedman ... Peter Styles
- Jeffrey Kurland ... Entrevistador/ Narrador
- Benno Schmidt ... Exesposo de Judy
- Nick Metropolis ... Científico en Televisión
- Rebecca Glenn ... Gail
- Galaxy Craze ... Harriet

## Interpretación Filosófica
La escena en la que Sally, mientras tiene relaciones sexuales con Michael, comienza a comparar mentalmente (a través de una narración en off) a él y a su marido Jack, así como a numerosos amigos y conocidos, con erizos y zorros, es una alusión al ensayo de 1953 del filósofo británico Isaiah Berlin El erizo y el zorro . En ese libro, Berlin contrasta dos tipos distintos de pensadores en la tradición literaria y filosófica occidental: aquellos a los que llama "erizos" - "que relacionan todo con una única visión central, un sistema" - y aquellos a los que llama "zorros" - "que persiguen muchos fines, a menudo no relacionados e incluso contradictorios... no relacionados con ningún principio moral o estético".